# Chamarandes-Choignes
Chamarandes-Choignes è un comune francese di 1 204 abitanti situato nel dipartimento dell'Alta Marna nella regione del Grand Est.

## Società

### Evoluzione demografica
Abitanti censiti